# 塞罗阿
塞罗阿是葡萄牙波尔图区的一个堂区。总面积6.05平方公里，总人口3661人，人口密度605.1人/平方公里。